# Lee Hye-in
Lee Hye-in (13 de noviembre de 1995) es una actriz surcoreana.
Esta no era de newjeans

## Filmografía

### Series de televisión
| Año  | Título                         | Rol                       | Red  |
| ---- | ------------------------------ | ------------------------- | ---- |
| 2007 | Ghost Pang Pang                |                           | SBS  |
| 2009 | Heading to the Ground          |                           | MBC  |
| 2011 | Warrior Baek Dong-soo          | Hwang Jin-joo             | SBS  |
| 2012 | Feast of the Gods              |                           | MBC  |
| 2012 | The Chaser                     | Baek Soo-jung             | SBS  |
| 2012 | Dream of the Emperor           | Chabi                     | KBS1 |
| 2012 | Seoyoung, My Daughter          | Lee Seo-young             | KBS2 |
| 2013 | Gu Family Book                 | Gob Dan                   | MBC  |
| 2013 | Drama Special "Family Bandage" | Lee Sun-woo               | KBS2 |
| 2013 | Master's Sun                   | Lee Eun-seol (episodio 2) | SBS  |
| 2013 | Passionate Love                | Han Yoo-jung              | SBS  |
| 2014 | Wonderful Days                 | Kang Dong-ok              | KBS2 |
| 2015 | Queen's Flower                 | Kang Eun-sol              | MBC  |

### Espectáculo de variedades
| Año  | Título                    | Red | Notas |
| ---- | ------------------------- | --- | ----- |
| 2008 | UCC Scientific Expedition | SBS | MC    |
| 2010 | Ggurugi Life Inquiry      | SBS |       |

## Premios y nominaciones
| Año  | Premio           | Categoría          | Nominación                              | Resultado |
| ---- | ---------------- | ------------------ | --------------------------------------- | --------- |
| 2012 | KBS Drama Awards | Mejor Actriz Joven | Seoyoung, My Daughter, The King's Dream | Nominada  |